# Onkocytoma
Onkocytoma – guz zbudowany z komórek nabłonkowych lub mioepitelialnych zwanych onkocytami.

## Onkocyty
Onkocyty są to komórki nabłonkowe lub mioepitelialne o ziarnistej eozynochłonnej (kwasochłonnej) cytoplazmie. Komórki te charakteryzują się obecnością dużej liczby mitochondriów w cytoplazmie bez ziarnistości mitochondrialnych. Wykazują dużą aktywność enzymów oksydacyjnych. Prawidłowo występują pojedynczo lub w niewielkich grupach nabłonka gruczołów ślinowych, tarczycy (komórki Hürthla), przysadki, przytarczyc (komórki oksyfilne), nerek, trzustki, nadnerczy, jajowodu i wątroby.

## Onkocytoma ślinianki

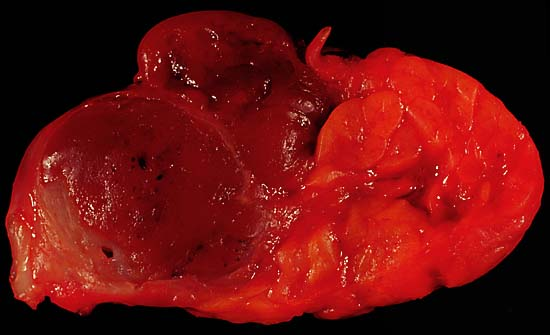
Onkocytoma ślinianki

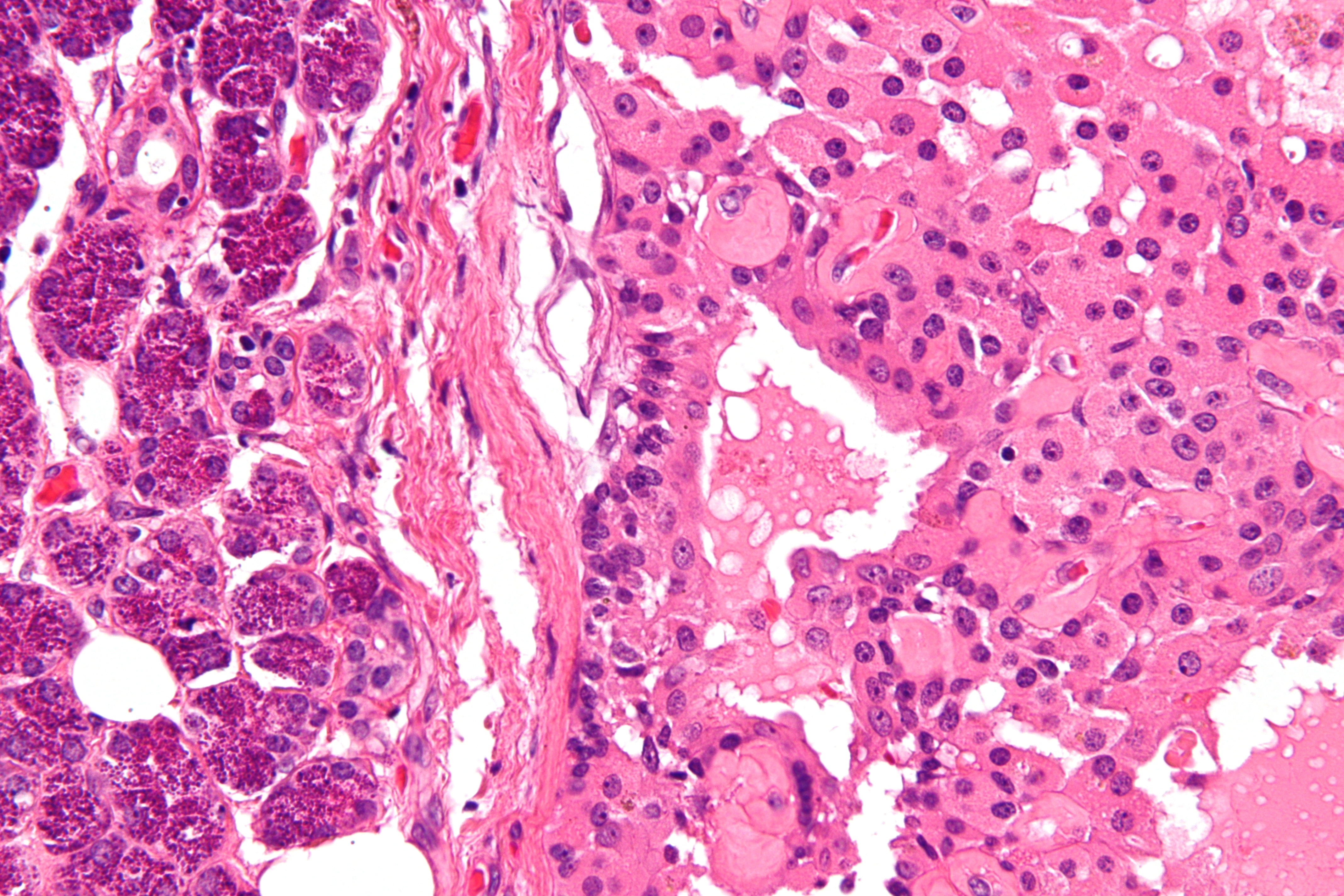
Onkocytoma ślinianki przyusznej

W śliniankach wyróżnia się trzy patologie związane z onkocytami: onkocytozę, onkocytomę ślinianki oraz raka onkocytarnego ślinianki. Nowotwory zbudowane z onkocytów stanowią 1% nowotworów ślinianki.
Onkocytoma ślinianki jest rzadkim nowotworem łagodnym, stanowi około 0,4-1% wszystkich nowotworów ślinianek. Występuje głównie w śliniance przyusznej (80% przypadków), znacznie rzadziej w innych gruczołach ślinowych. Najczęściej dotyczy pacjentów po 50 roku życia, równie często kobiet i mężczyzn. Onkocyty w śliniankach powstają w wyniku metaplazji oksyfilnej z komórek nabłonkowych zrazików i przewodów. Makroskopowo jest to dobrze odgraniczony lity guz, otorbiony w większych gruczołach ślinowych i nieotorbiony w mniejszych, na przekroju różowy.
Sytuację, w której pośród prawidłowego utkania ślinianki występują drobne, nie większe od 1 cm, nieotorbione skupiska onkocytów, określa się jako wieloogniskową guzkową hiperplazję onkocytarną. Rozlaną metaplazję onkocytarną bez wytworzenia guza nazywa się onkocytozą. Jest to zmiana pojawiająca się między 50 a 70 rokiem życia, po 70 roku życia jest zwykle obecna.
Trzecią patologią związaną z onkocytami jest rak onkocytarny (gruczolakorak onkocytarny, złośliwa onkocytoma). Jest to rzadki nowotwór, stanowi około 5% wszystkich nowotworów ślinianki związanych z onkocytami i tylko 0,18% wszystkich nowotworów nabłonkowych ślinianek. Podobnie jak łagodna onkocytoma w 80% przypadków występuje w śliniance przyusznej. Rak nacieka sąsiednie struktury, w tym również naczynia i nerwy, oraz tworzy przerzuty głównie do lokalnych węzłów chłonnych. Przerzuty odległe nie są częste.
Diagnostyka nowotworów onkocytarnych ślinianek jest trudna. Standardem diagnostycznym jest badanie histopatologiczne. Badanie pozwala odróżnić zmiany łagodne od złośliwych poprzez wykazanie ich nieprawidłowej morfologii i naciekającego wzrostu. Biopsja cienkoigłowa wykazuje małą czułość w wykrywaniu raka.
Leczenie polega na powierzchniowej lub całkowitej parotidektomii, w przypadku raka należy dążyć do radykalnej resekcji. Po zabiegu chirurgicznym często (20% przypadków) są obserwowane nawroty. W przypadku naciekania przez guz nerwu twarzowego może być konieczna jego resekcja z ewentualnym rekonstrukcyjnym przeszczepem. Radioterapia nie jest zalecana.

## Onkocytoma tarczycy (guz oksyfilny)

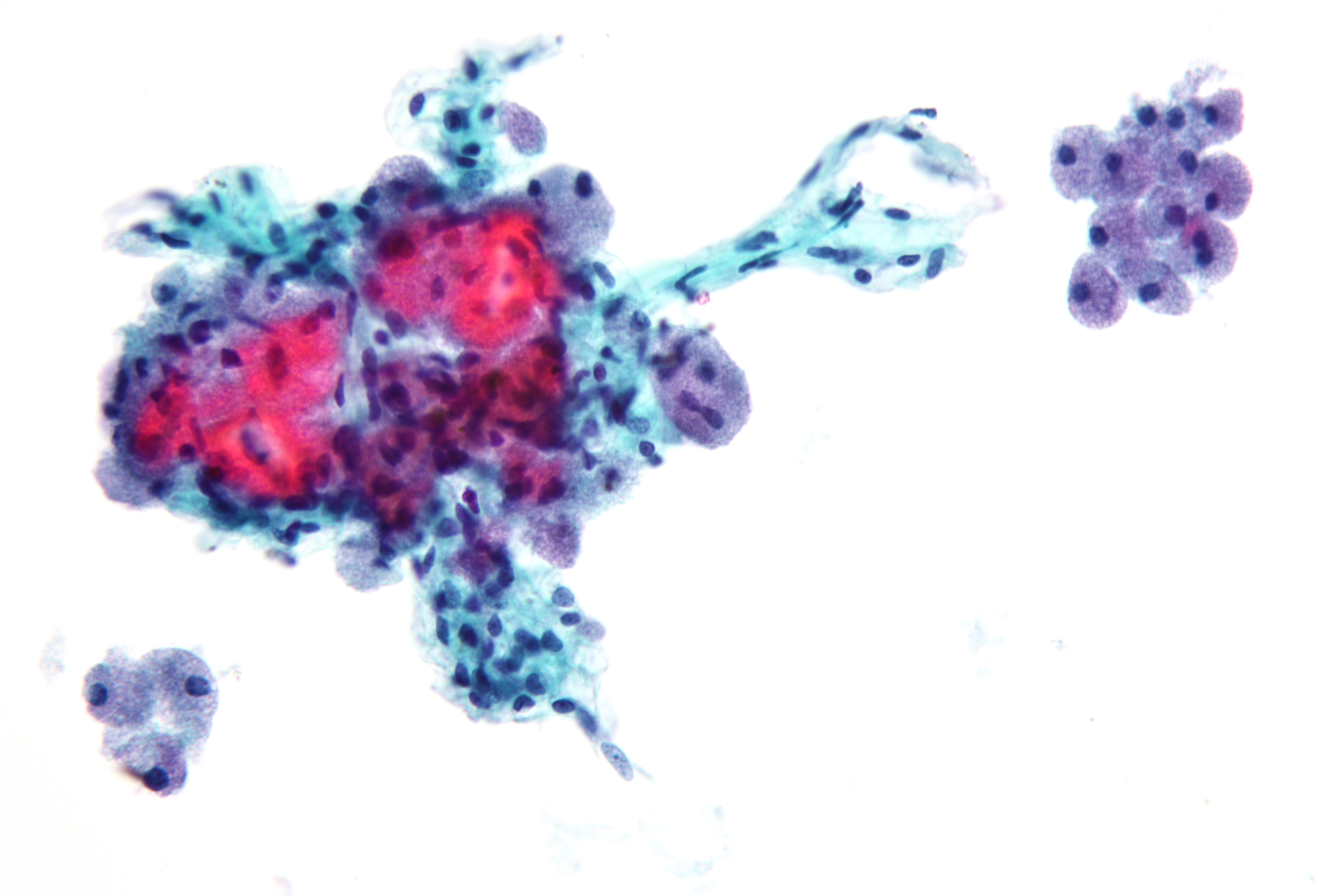
Guz z komórek Hürthla

Nowotwory z komórek Hürthla (onkocyty) są rzadkimi nowotworami, stanowią mniej niż 5% nowotworów tarczycy.
Komórki Hürthla często towarzyszą zapaleniu tarczycy typu Hashimoto, wolu guzkowemu, ale również dobrze zróżnicowanym rakom tarczycy. Guzy zbudowane z onkocytów zwykle są łagodne, część (do 35%) może być złośliwa. Onkocytoma tarczycy jest dużym problemem diagnostycznym w przedoperacyjnym oraz pooperacyjnym różnicowaniu pomiędzy łagodnym gruczolakiem i nowotworem złośliwym. Ponadto również przebieg kliniczny jest trudny do przewidzenia. Prawdopodobnie wielkość guza ma znaczenie predykcyjne dla złośliwości zmiany. Zmiany powyżej 4 cm wykazują zwiększone ryzyko złośliwości. Rak z komórek Hürthla jest bardziej agresywnym nowotworem od innych dobrze zróżnicowanych nowotworów tarczycy, częściej daje przerzuty odległe oraz wykazuje mniejszą wrażliwość na 131I, a związku z tym również gorzej rokuje.
Komórki Hürthla można rozpoznać w biopsji cienkoigłowej, jednak badanie to nie pozwala wiarygodnie odróżnić gruczolaka od raka. Badanie histopatologiczne umożliwia w sposób pewny odróżnić zmiany łagodne od złośliwych, jednak jego morfologia nie pozwala przewidzieć klinicznego zachowania się guza.
Nowotwory zbudowane z komórek oksyfilnych nie wykazują żadnych cech pozwalających rozpoznać je za pomocą USG. Cechy morfologiczne pozwalające na odróżnienie zmian łagodnych od złośliwych pozostają poza rozdzielczością dostępnego sprzętu. W efekcie problemów diagnostycznych i trudności z wykluczeniem raka w przypadku rozpoznania guza oksyfilnego należy rozważyć operację.
Leczenie zmian łagodnych polega na całkowitym wycięciu płata ze zmianą oraz subtotalnym wycięciu drugiego płata tarczycy. Z kolei w przypadku zmian złośliwych wykonuje się całkowite wycięcie tarczycy. Stwierdzenie komórek onkocytarnych w przypadku zapalenia typu Hashimoto nie jest wskazaniem do zabiegu.

## Klasyfikacja ICD10
| kod ICD10     | nazwa choroby                                     |
| ------------- | ------------------------------------------------- |
| ICD-10: D30   | Nowotwór niezłośliwy układu moczowego             |
| ICD-10: D30.0 | Nerka                                             |
| ICD-10: D11   | Nowotwór niezłośliwy dużych gruczołów ślinowych   |
| ICD-10: D11.0 | Ślinianka przyuszna                               |
| ICD-10: D11.7 | Inne duże gruczoły ślinowe                        |
| ICD-10: D11.9 | Duży gruczoł ślinowy, umiejscowienie nieokreślone |
| ICD-10: D34   | Nowotwór niezłośliwy tarczycy                     |